# Sanctuaire de Minerve
Le sanctuaire de Minerve est un temple de l’époque romaine situé à Breno. Le temple est adossé à un éperon rocheux sur la rive orientale de la rivière Oglio face à une grotte d'où sourdait une source.

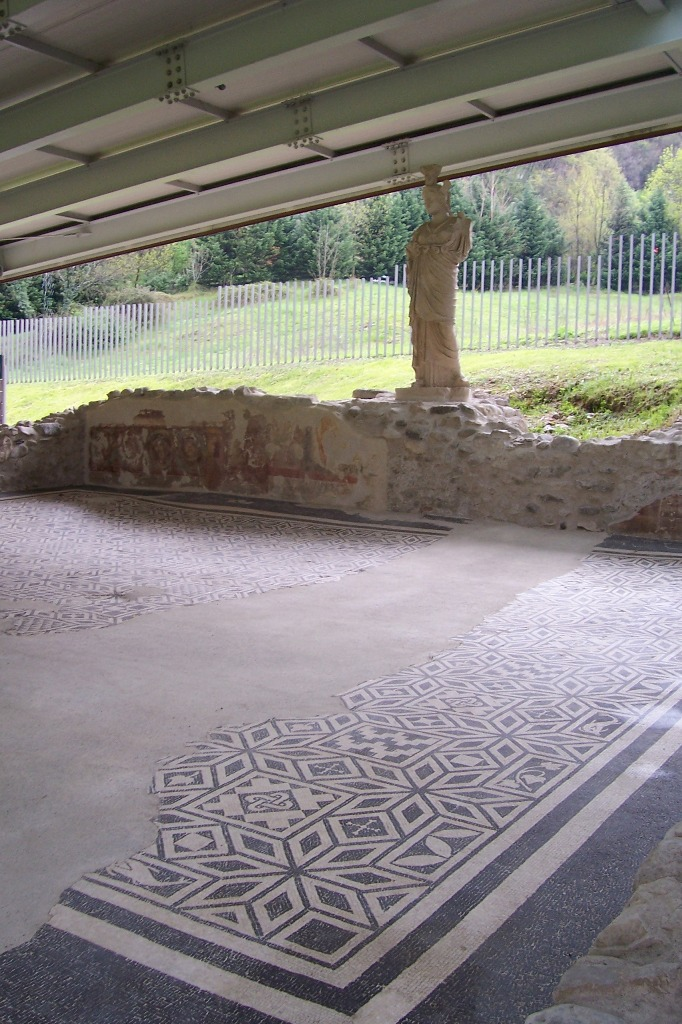
Le sanctuaire et la statue de Minverve.

## Histoire
Le site était déjà un lieu de dévotion durant l'âge du fer. À la suite de la romanisation du Val Camonica, un nouveau temple romain dédié à Minerve est construit sur l'ancien sanctuaire au début du Ier siècle.
La structure romaine finale consiste en une rangée de pièces le long de la roche avec sur les côtés deux ailes à arcades en direction de la rivière, délimitant la cour du temple. La statue de Minerve, copie romaine d'une statue grecque du Ve siècle av. J.-C., se trouvait dans une niche élevée dans la salle principale.
Au IVe siècle, la christianisation de la région met un terme au culte de Minerve. Le sanctuaire est détruit par un violent incendie au Ve siècle et la statue de Minerve est décapitée.
Au XIIIe siècle, une crue de l'Oglio recouvre les lieux de débris et le site est abandonné.

## Découverte moderne
Oublié avec le temps (bien que le souvenir survive à travers le nom d'une église proche dédiée à Marie mais appelée par les paysans « église de Minerve »), le temple est redécouvert par hasard en 1986 au cours d'une excavation pour la pose de conduites.
À partir de 2004, le temple a fait l'objet d'une restauration et, avec la pose de la couverture et la mise en place de balisages, le temple s'est transformé en un musée qui a été ouvert au public le 29 septembre 2007. En particulier, à des fins d'illustration, une copie de la statue de Minerve Hygie y a été installée, l'originale étant exposée au Musée national de la Valcamonica de Cividate Camuno.

## Galerie

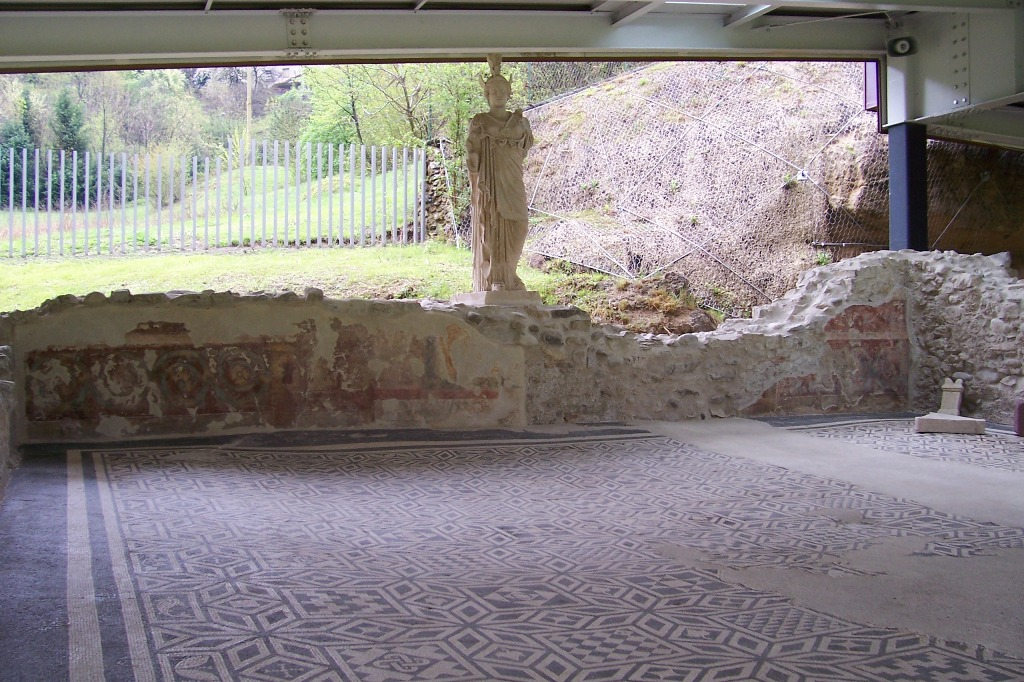
La salle principale du temple
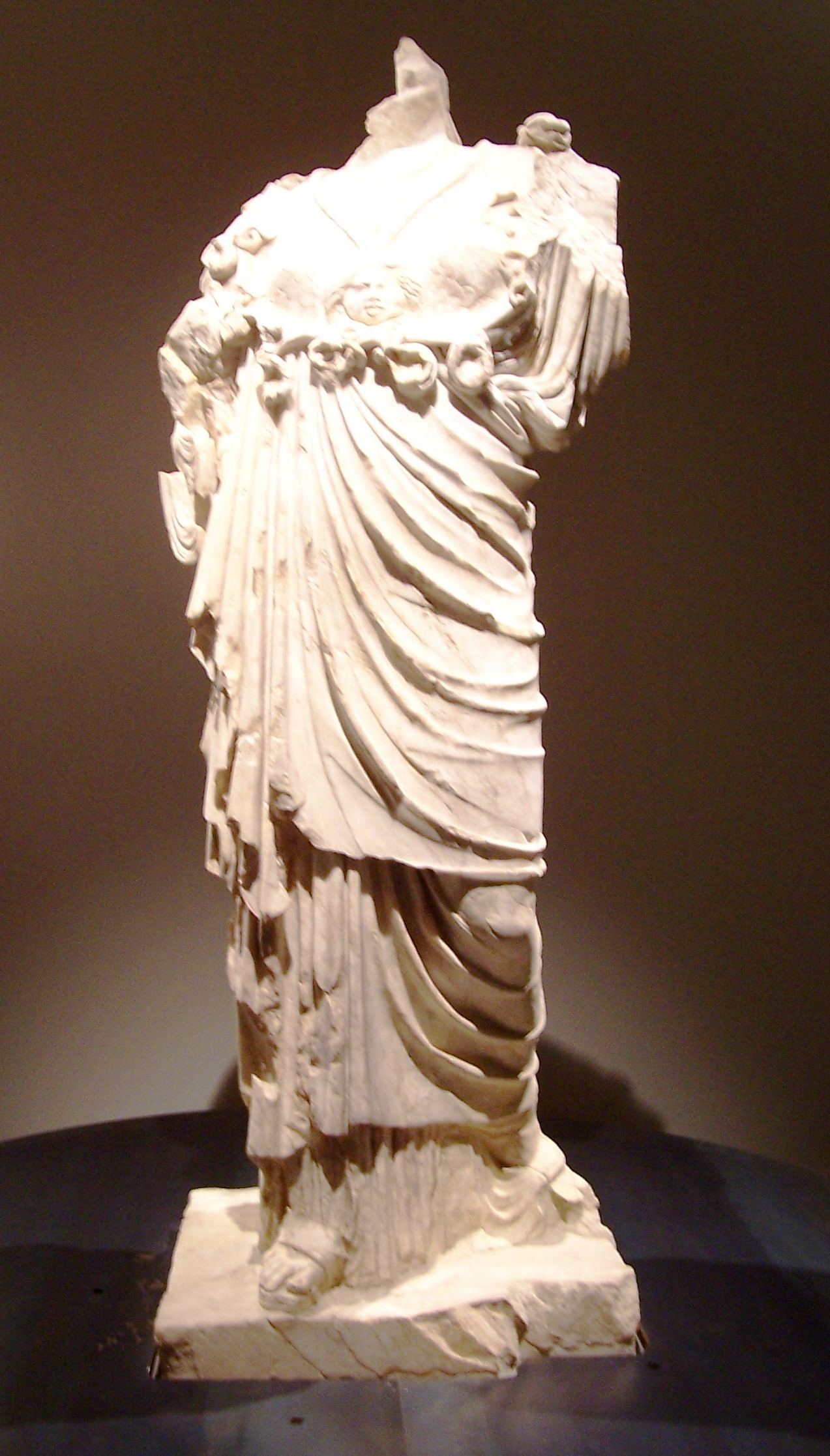
La statue de Minerve Hygeia, Musée national de la Valcamonica de Cividate Camuno
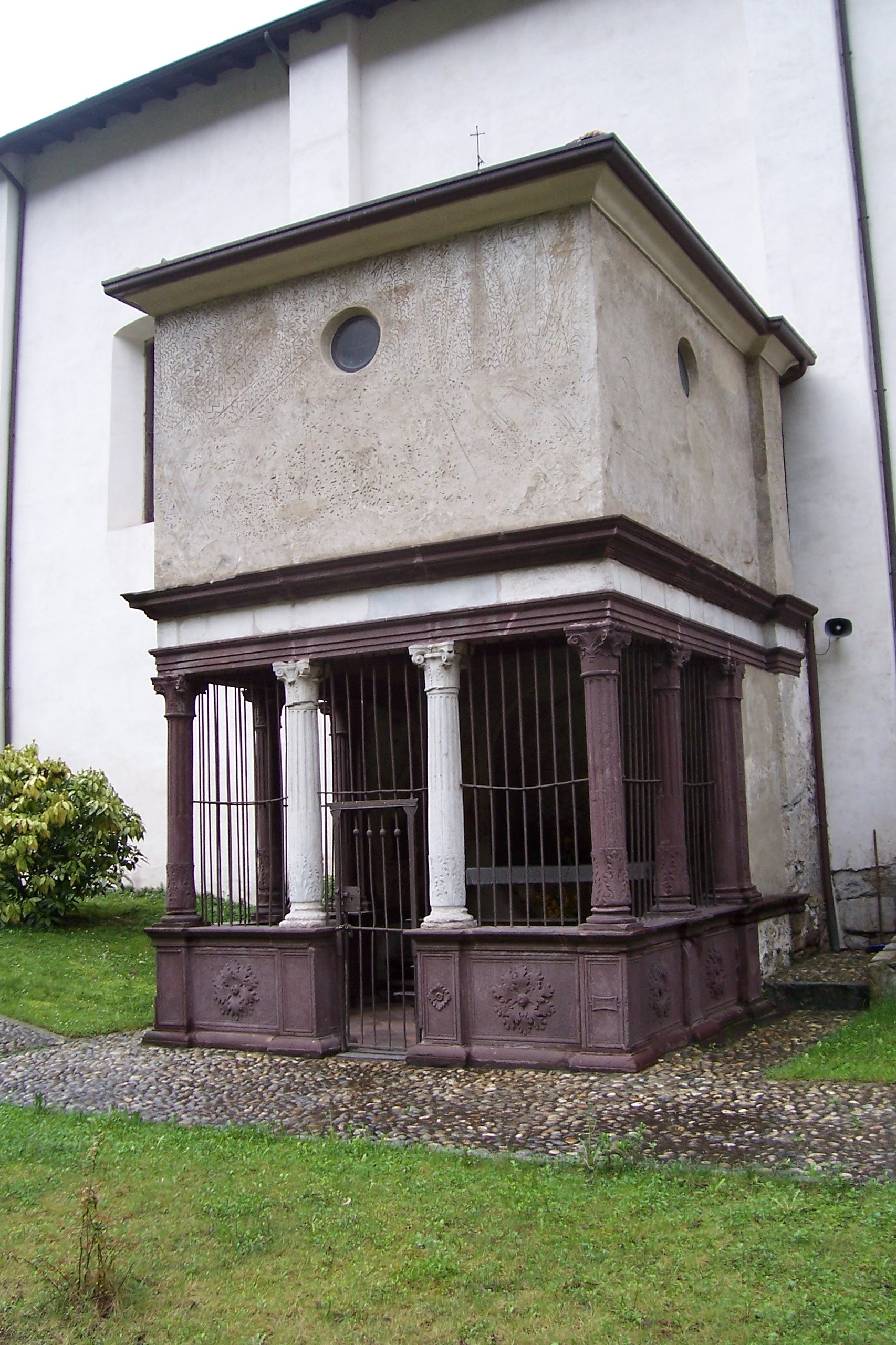
L'église appelée  « de Minerve », au sud de Breno, tient son nom probablement de sa proximité avec le temple

## Source de la traduction
- (en) Cet article est partiellement ou en totalité issu de l’article de Wikipédia en anglais intitulé « Sanctuary of Minerva » (voir la liste des auteurs).